# Bykowo (rejon safonowski)
Bykowo (ros. Быково) – wieś (dieriewnia) w Rosji, w obwodzie smoleńskim, w rejonie safaonowskim. W 2010 liczyła 17 mieszkańców.